# Fyllingsdalen
Fyllingsdalen is een stadsdeel van Bergen, de tweede stad van Noorwegen. Het stadsdeel heeft 29.504 inwoners (2017) op een oppervlakte van 18,84 km². Fyllingsdalen ligt in een vallei ten zuidwesten van het centrum. Het is gescheiden van het centrum door de berg Løvstakken.
Fyllingsdalen is een moderne buitenwijk van de stad en bestaat voornamelijk uit flatgebouwen. Het gebied hoorde bij de toenmalige gemeente Fana tot 1955, toen Bergen het gebied annexeerde. Het gebied werd makkelijk bereikbaar vanaf het centrum door de brug Puddefjordsbroen over de Puddefjord (1956) en de tunnel onder de berg Løvstakken uit 1968, die vanaf de brug naar Fyllingsdalen leidt.
Het stadsdeel is vernoemd naar het dal Fyllingsdalen. Vroeger heette deze vallei Fynö dalen, wat waarschijnlijk de oorsprong was van de naam van de boerderij Fyllingen, dat weer de oorsprong was van de naam van het dal.

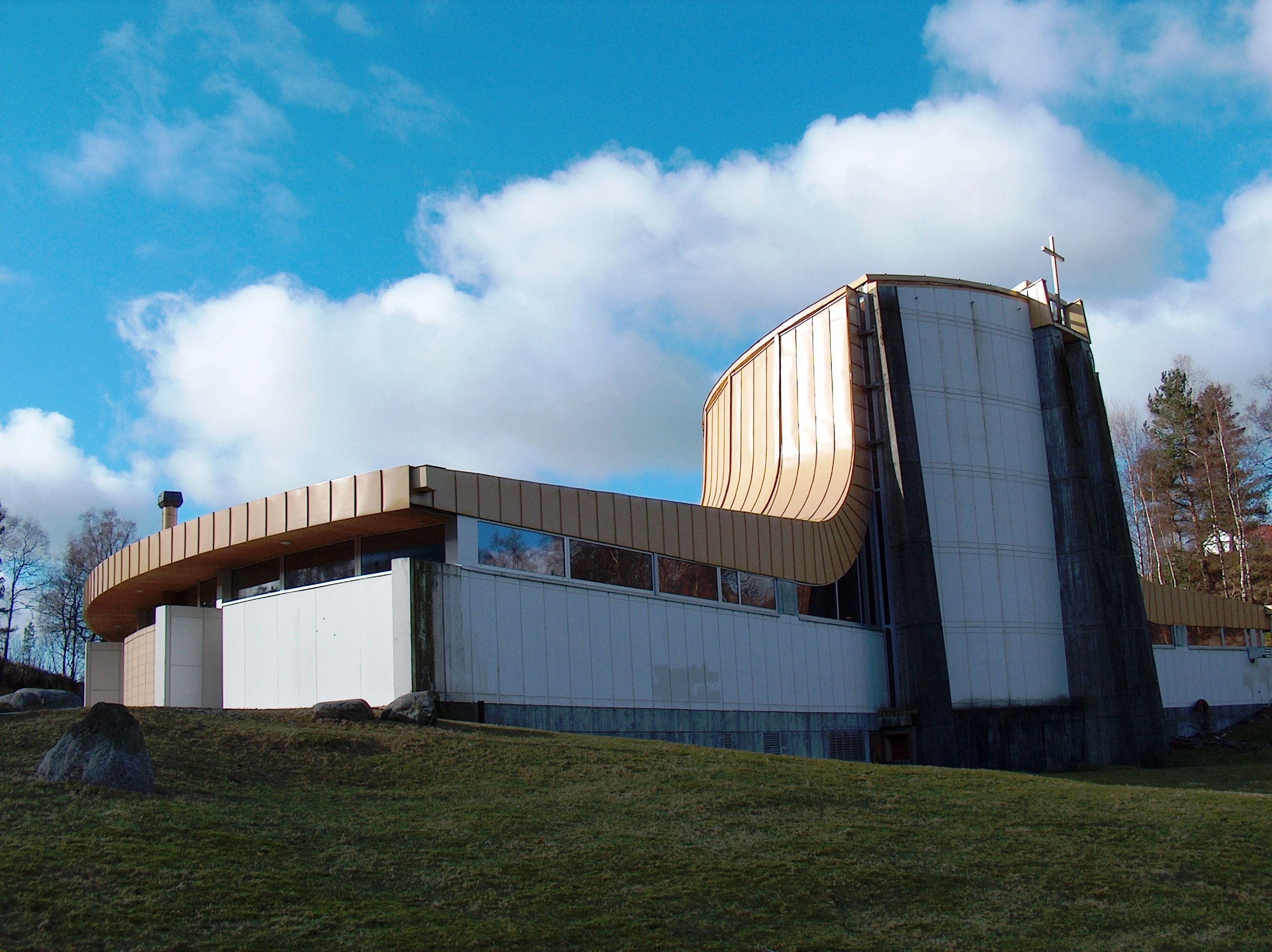
De kerk Fyllingsdalen kirke (1976)